# Stenosiphonium
- Commons
- Wikispecies

Stenosiphonium Nees , 1832, segundo o Sistema APG II, é um gênero botânico da família Acanthaceae, encontrado na Índia e Sri Lanka.

## Espécies
As principais espécies são:
| - Stenosiphonium confertum - Stenosiphonium cordifolium - Stenosiphonium diandrum - Stenosiphonium moonianum - Stenosiphonium parviflorum | - Stenosiphonium russelianum - Stenosiphonium setosum - Stenosiphonium subsericeum - Stenosiphonium wightii - Stenosiphonium zeylanicum |